# Лозовський Лесь

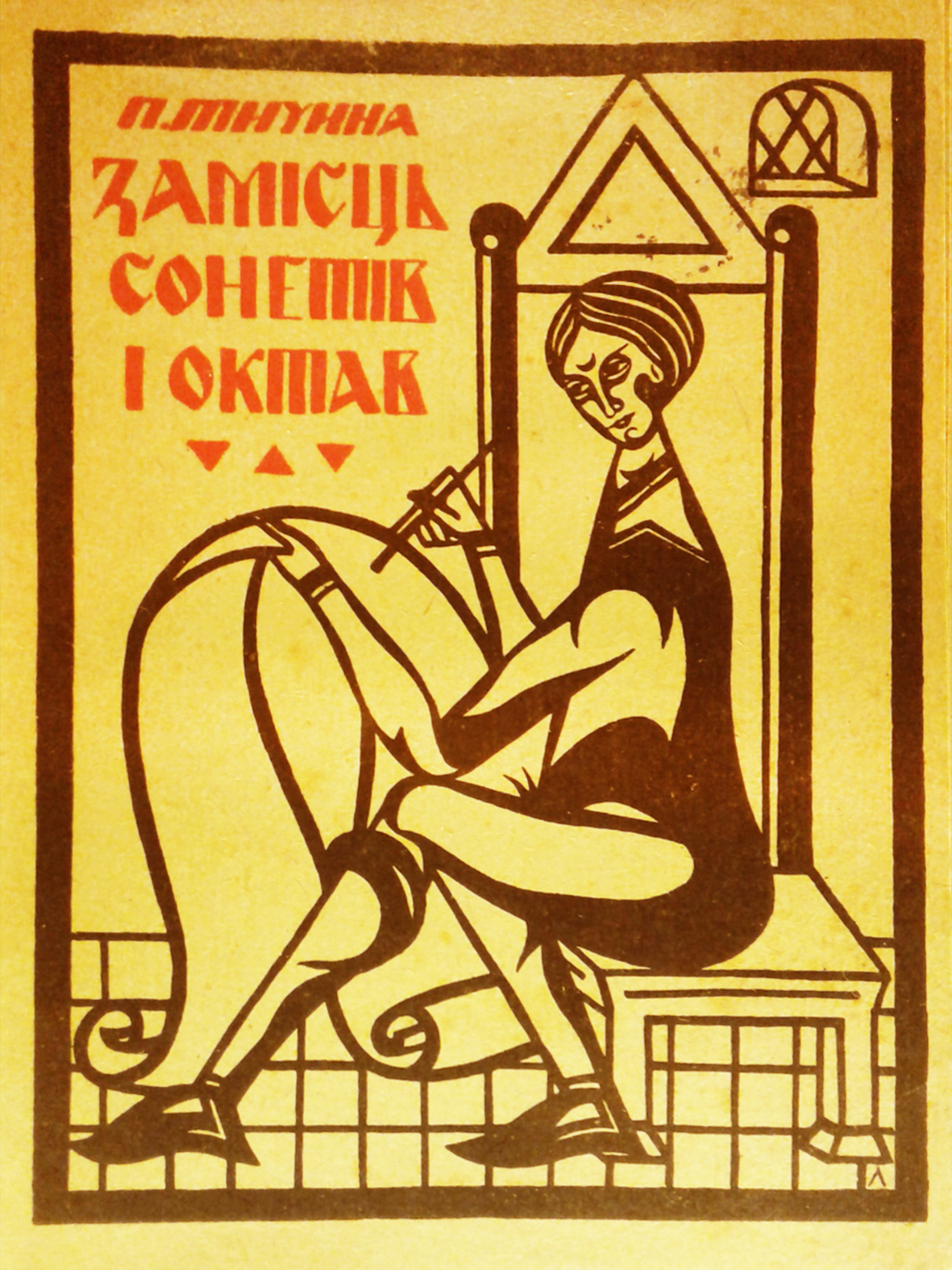
Обкладинка до видання П.Тичини «Замість сонетів і октав», 1920

Лозовський Лесь (Лозовський Олександр Кирилович; 12.09(30.08).1900 — 22.03.1922) — український художник-графік.

## Життєпис
Народився в м. Київ. Син акторки й молочаря. Виховувався на селі (Погребищенська волость Бердичівського повіту). Навчався в Київському художньому (майстерня Михайла Козика) та Строгановському (в м. Москва) училищах. Повернувшись до Києва, 1918 продовжив навчання в Українській державній академії мистецтв (послідовно в майстернях: спочатку Василя Кричевського, потім Георгія Нарбута, з яким був особливо близький, згодом Михайла Бойчука, потому Вадима Меллера). Лозовський запам’ятався колегам-студентам своєю зовнішньою ексцентричністю: юнак у довгому шарфі та «франтуватому кожушку», що часто запізнювався на заняття. Та виділявся він на тлі інших студентів не лише цим: як художник, він прагнув не просто стати послідовником своїх визнаних учителів, а розвинути власний, самостійний і самобутній стиль.
Намалював кілька карикатур для рукописного журналу «Елеас» (1919). Брав участь у звітних виставках академії (березень 1920 та осінь 1921). На 2-й з цих виставок представив портрети (темпера на дереві) Григорія Сковороди та Володимира Леніна (останній виконаний з натури, ймовірно, під час перебування Леся у Москві). Відомо, що існував також інший варіант портрета Г.Сковороди, який, однак, не зберігся. Створив малюнки до обкладинок збірок Павла Тичини («Соняшні кларнети», 2-ге вид., «Замісць сонетів і октав», «Плуг»; усі три — Київ, 1920), Володимира Кобилянського (1920), Михайла Коцюбинського (1922), Степана Васильченка (серію з 5-ти підготовлених ним обкладинок мав перекладач і бібліофіл Григорій Кочур, усі — 1922), а також до кількох видань нот (різні роки). Розробив особливий шрифт, пристосований для умов зруйнованої поліграфії. У зв'язку з хворобою Георгія Нарбута (помер 23 травня 1920) дописав за вчителя текст жартівливого диплома на звання «магістра шляхології» для приватної вечірки, присвяченої ювілею Сергія Єфремова (відбулася 27 березня 1920). Працював над оздобленням «ревфутпоеми» Михайля Семенка «Тов. Сонце» (не опублікована).
Його творчість високо оцінювали мистецтвознавці 1920-х рр. Микола Бурачек, Федір Ернст, Микола Голубець, Д.Зубар, Д.Чукин, А.Новак. Він вважався одним із найобдарованіших послідовників Георгія Нарбута.
Мистецтвознавець Лев Дінцес у журналі «Шляхи мистецтва» за 1922 рік писав про Лозовського так: «Мабуть, чи не єдиний і найсильніший учень в Академії, що йому вивчення старих зразків пішло на користь, це Лесь Лозовський, що вчився у Нарбута, а потім у Бойчука».
Убитий у м. Київ.

## Убивство
Згідно з відомостями, що поширювались у середовищі київської інтелігенції, виконавці вбивства на подушці покійного, довкола голови, розклали коштовності, вказуючи цим на політичний характер убивства. Однак офіційна преса писала лише про мотив грабунку. Газета «Пролетарская правда» в травневому номері 1922 повідомила: «В ночь на 22 марта по Вознесенскому сп.[уску], в д.[оме] № 27, кв. 6, неизвестными злоумышленниками убит гр.[ажданин] Александр Лозовский. Убийство совершено с целью грабежа». Художниця Оксана Павленко згадувала, що за кілька днів до вбивства випадково зустріла Лозовського на вулиці і зауважила, що він був помітно знервований та поводився дивно.
Посмертно твори Лозовського експонувалися в Празі (Чехословаччина; 1924, 1933) й Берліні (Німеччина; 1933). Його роботи зберігаються у Національному художньому музеї України (Київ), Російському державному архіві літератури й мистецтва (Москва) та в приватних збірках. 1969 портрет Лозовського виконала Антоніна Іванова.